# Jule Brand
Jule Brand   (Germersheim, 16 d'octubre de 2002) és una futbolista alemanya que juga com a defensa, migcampista o extrem al VfL Wolfsburg i a la selecció d'Alemanya. El 2022, va guanyar el primer premi "Golden girl europea" de Tuttosport.

## Carrera
Brand va jugar al 1899 Hoffenheim, debutant a la Lliga de Campions. Es va unir al VfL Wolfsburg l'estiu de 2022.
Brand va fer el seu debut internacional sènior amb Alemanya en un amistós el 10 d'abril de 2021, entrant com a substituta de Tabea Waßmuth al minut 60 d'un partit contra Austràlia. Dos minuts més tard, va marcar el seu primer gol internacional, ampliant l'avantatge del seu equip amb un 3-0, i encara assistiria al quart gol, que fou marcat per Laura Freigang al minut 65. El partit va acabar amb la victòria d'Alemanya per 5-2.